# Bremen (Ohio)
Bremen es una villa ubicada en el condado de Fairfield en el estado estadounidense de Ohio. En el Censo de 2010 tenía una población de 1425 habitantes y una densidad poblacional de 637,54 personas por km².

## Geografía
Bremen se encuentra ubicada en las coordenadas 39°42′22″N 82°25′48″O / 39.70611, -82.43000. Según la Oficina del Censo de los Estados Unidos, Bremen tiene una superficie total de 2.24 km², de la cual 2.23 km² corresponden a tierra firme y (0.23%) 0.01 km² es agua.

## Demografía
Según el censo de 2010, había 1425 personas residiendo en Bremen. La densidad de población era de 637,54 hab./km². De los 1425 habitantes, Bremen estaba compuesto por el 98.18% blancos, el 0.28% eran afroamericanos, el 0.28% eran amerindios, el 0% eran asiáticos, el 0.07% eran isleños del Pacífico, el 0% eran de otras razas y el 1.19% pertenecían a dos o más razas. Del total de la población el 0.42% eran hispanos o latinos de cualquier raza.